# کمان کورپوریشن
کمان کورپوریشن (انگلیسی: Kaman Corporation) شرکت هوافضای آمریکایی است، که در سال ۱۹۴۵ توسط چارلز کامان تأسیس شد.